# Microstegium petiolare
Microstegium petiolare är en gräsart som först beskrevs av Carl Bernhard von Trinius, och fick sitt nu gällande namn av Norman Loftus Bor. Microstegium petiolare ingår i släktet Microstegium och familjen gräs. Inga underarter finns listade i Catalogue of Life.